# Mundo indio

La indosfera o mundo indio. En ocre, el subcontinente indio o Hindostán. En naranja, áreas culturalmente vinculadas a India. En amarillo, áreas históricamente influenciadas por la cultura india.

El mundo indio o también llamado indosfera es una región que incluye a Asia meridional y el Sudeste asiático, que históricamente ha sido parte de la India.
Culturalmente la indoesfera se caracteriza por una influencia de la cultura tradicional de la India, más allá del subcontinente indio. El mundo indio se caracteriza por una gran difusión dentro de él del hinduismo, el budismo y el sijismo procedentes de la India y que se extendió en la zona entre los siglos V y XV. También la ruta de la seda fue un factor de penetración de la cultura de India en Asia Central y China durante los primeros siglos de la era común. Otro factor donde la cultura de India fue la escritura india, mucho sistemas de la región tienen sistemas de escritura basados en el alfabeto brahmi o el devanagari

El mundo indio, no es un concepto lingüístico, ya que es lingüísticamente diverso (en la parte occidental se hablan lenguas indoarias mientras que en la parte oriental predominan las lenguas tibetano-birmanas, austroasiáticas, tai-kadai y austronesias. Sin embargo, lingüísticamente el sánscrito de la India ha ejercido una influencia notable en el léxico religioso y los neologismos de las lenguas de la región.